# Paul Sauvage
Paul Henri Joseph Sauvage (La Souterraine, 17 marzo 1939 – Bordeaux, 17 dicembre 2019) è stato un calciatore francese, di ruolo centrocampista.

## Carriera
Vinse un campionato francese nel 1962 con lo Stade Reims.
Muore in ospedale a Bordeaux all'età di 80 anni, il 17 dicembre 2019.